# ذفرة كليلة الثمرة
ذفرة كليلة الثمرة (الاسم العلمي:Cleome amblyocarpa) هي نوع من النباتات تتبع جنس الذفرة من الفصيلة الذفرية.